# Ředitelství silnic a dálnic
Ředitelství silnic a dálnic s. p. (zkratka ŘSD) je státní podnik zřízený Ministerstvem dopravy České republiky. Základním předmětem jeho činnosti je výkon vlastnických práv státu k nemovitým věcem tvořícím dálnice a silnice I. třídy, zabezpečení správy, údržby a oprav dálnic a silnic I. třídy a zabezpečení výstavby a modernizace dálnic a silnic I. třídy. Vznikl k 1. lednu 1997 jakožto státní příspěvková organizace Ředitelství silnic a dálnic ČR, která byla k 1. lednu 2024 transformována na státní podnik se zkráceným názvem.

## Historie

### Vznik
V roce 1966 existovalo Středisko pro rozvoj silnic a dálnic (SRSD), v němž pro investorskou přípravu výstavby dálnice existoval dálniční odbor. V té době vznikal plán na založení nové organizace pro investorskou, správní a údržbovou činnost při výstavbě a provozu dálnic v ČSSR. Jako předchůdce ŘSD je uváděna organizace Ředitelství dálnic Praha, která vznikla 1. července 1967 jako rozpočtová organizace ministerstva dopravy vyčleněním necelých 70 pracovníků ze SRSD. Kromě pracovníků v pražské centrále v Husitské ulici měl podnik dislokovaná pracoviště v Brně-Komárově v Pompově ulici a v Bratislavě. Organizace měla být přímým investorem a majetkovým správcem dálnic. Dne 8. září 1967 bylo poklepáno na základní kilometrovník československých dálnic a tím byla po druhém přerušení obnovena stavby dálnic v Československu. Pražské ústředí se v roce 1968 přestěhovalo do areálu Vojenských staveb Praha v Jihlavské ulici (nynější Hodonínská 364 v Michli). K 1. lednu 1969 v rámci federalizace Československa byla organizace rozdělena na dvě, z bratislavské pobočky vzniklo samostatné Riaditeľstvo diaľníc Bratislava, to se později přestěhovalo do dvou kanceláří v Bratislavě-Palisádách. Každá z organizací spadal pod ministerstvo dopravy příslušné republiky, dnem 1. dubna 1971 však byla obě ministerstva dopravy zrušena a bylo zřízeno federální ministerstvo dopravy, které převzalo řízení obou ředitelství dálnic. Brněnské pracoviště se v roce 1973 přestěhovalo do areálu Dopravních staveb Olomouc v Bohunické ulici v Brně-Heršpicích. V roce 1971 vznikl pražský provozní úsek, který původně sídlil v zařízení staveniště v Hanusově ulici, roku 1984 se přistěhoval k centrále do Jihlavské ulice.
ŘSD vzniklo k 1. lednu 1997 sloučením Ředitelství dálnic Praha, Ředitelství silnic ČR a jednotlivých silničních investorských útvarů (SIÚ), které obvykle sídlily v krajských městech (v Praze, Českých Budějovicích, Plzni, Liberci, Pardubicích, Brně a Ostravě). Rozhodnutí vydal ministr dopravy a spojů ČR dne 4. prosince 1996.

### Vznik státního podniku
Původně se příspěvková organizace měla transformovat na akciovou společnost po vzoru rakouského správce ASFINAG, která funguje samostatně s vlastními příjmy a je nezávislá na státním rozpočtu.
Tuto možnost Ministerstvo dopravy v roce 2021 opustilo a navrhlo vznik státní organizace Správa dálnic a silnic (SDS). Vzorem byla státní organizace Správa železnic a cílem bylo sjednotit právní formy podřízených investičních subjektů. Transformace také měla zajistit adekvátní odměňování klíčových zaměstnanců, neboť příspěvková organizace je svázána Nařízením o platových poměrech. Získání a udržení potřebných odborných zaměstnanců by mělo přispět k snížení nákladů u činností, kde dochází k outsourcingu uvedl ministr Karel Havlíček.
Na začátku roku 2022 upustilo Ministerstvo dopravy na základě doporučení Legislativní rady vlády od formy státní organizace a přiklonilo se ke vzniku státního podniku. Důvodem bylo zachování čistoty právního řádu a maximální využití stávajícího zákona o státním podniku.
V březnu roku 2022 ministerstvo dopravy pod novým ministrem Martinem Kupkou rozhodlo o ponechání názvu Ředitelství silnic a dálnic ovšem bez dovětku ČR. Cílem bylo nenavyšování výdajů, které by byly spojeny s výraznější změnou názvu.
Příslušná novela zákona o pozemních komunikací byla Parlamentem schválena v roce 2023 a 1. ledna 2024 se státní organizace Ředitelství silnic a dálnic ČR změnila na státní podnik Ředitelství silnic a dálnic a generální ředitel příspěvkové organizace se plynule stal generálním ředitelem státního podniku. Dále se zřídila (jako ke každému státnímu podniku) dozorčí rada o šesti členech.

### Změna financování
V souvislosti se vznikem státního podniku na začátku roku 2024 došlo i k podstatné změně financování nově vytvořeného podniku. Místo každoročního přidělování peněz, které nebylo možné převádět na další rok, se zavedla tříletá smlouva. Každoročně podnik bude mít smluvně zajištěnou sumu (pro rok 2024 21,8 mld. korun), která bude tvořit základ pro další roky a bude se valorizovat o inflaci a na základě rozšiřující se dálniční sítě.
Zavedly se ovšem i sankce za nedodržení smlouvy. Dle ministra dopravy Martina Kupky není cílem jejich udělování, ale nastavení tlaku na zvyšování kvality a efektivity. Kvalitu má kontrolovat společný tým Státního fondu dopravní infrastruktury a Ministerstva dopravy.

## Kauzy

### Předražování staveb

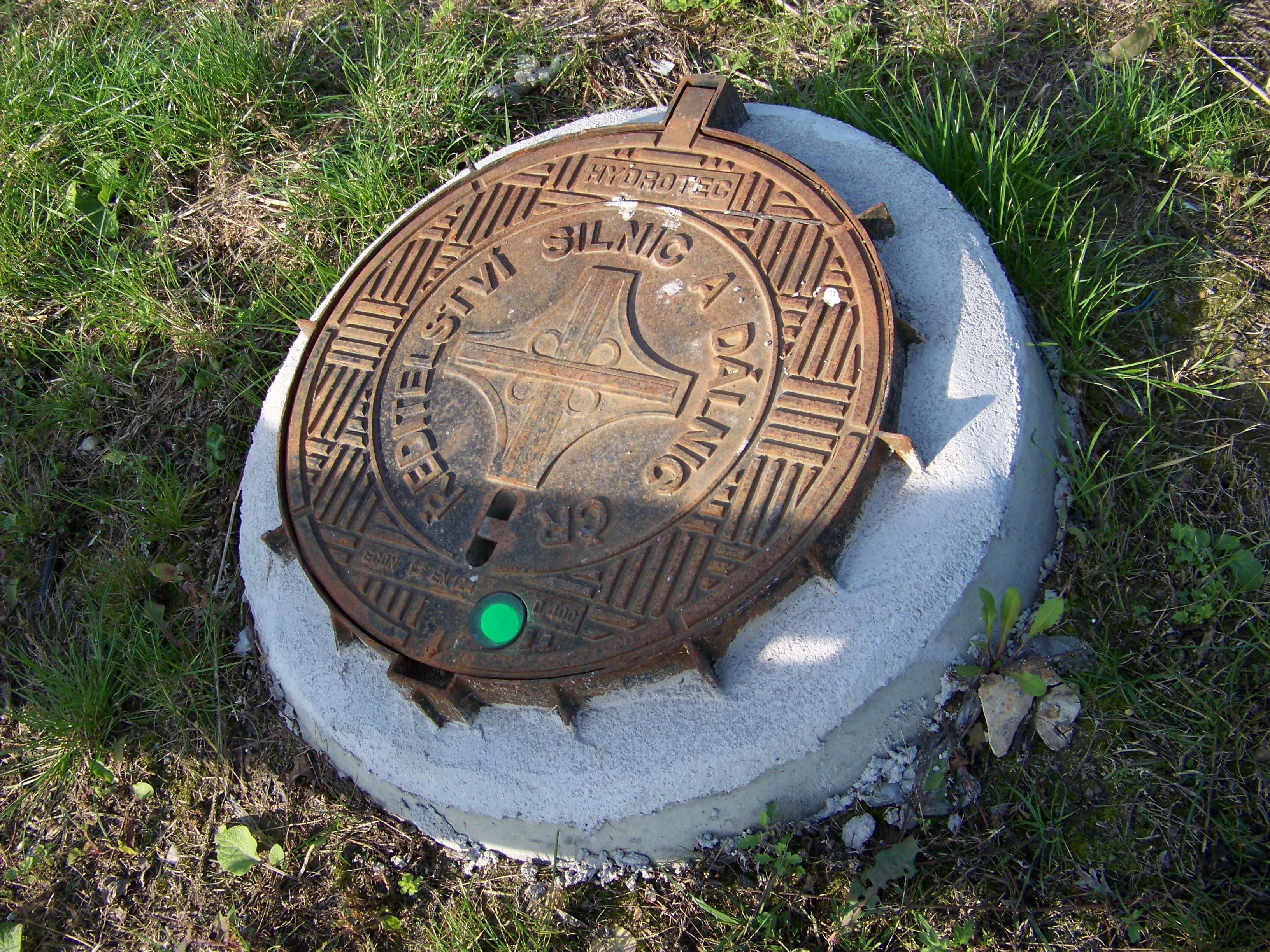
Kanálový poklop s logem ŘSD

Na vysoké ceny dopravních staveb v Česku upozornil Nejvyšší kontrolní úřad – v roce 2007 kontroloval 435 akcí, které stály 423 miliard korun, a došel k závěru, že stály o 22 procent víc, než měly, a podle harmonogramu byla dokončena jen třetina staveb. Podle Bezpečnostní informační služby (BIS) se kolem výstavby dálnic angažují vlivové a nátlakové skupiny.
Ředitel ŘSD v letech 2007 až 2010 Alfréd Brunclík v rámci aktivit vedoucích ke zlevnění stavebních prací ustanovil ve struktuře ŘSD Technickou radu. V té seděli nezávislí odborníci, kteří hledali možnosti, jak stavět dopravní infrastrukturu levněji. Například se přehodnocovaly maximální sklony dálnic či poloměry zatáček. Kdyby totiž cesty více opisovaly terén, ušetřilo by se nejen na výstavbě přemostění, ale i na souvisejících činnostech. Alfréd Brunclík do ŘSD přinesl také tzv. projektové řízení. 

### Korupční kauza 2011
Policie ČR v prosinci 2011 během zásahu na ŘSD zatkla kvůli podezření z korupce manažery ŘSD Michala Halu a Petra Laušmana i podnikového právníka Roberta Wolfa. Později byl zatčen i předseda představenstva společnosti Monstera International Jiří Neužil. Korupčními měly být údajně nevýhodné pronájmy pozemků ze strany ŘSD na dálnicích D47 a D5. Kvůli procesním chybám a nedostatku důkazů ale byli všichni obvinění osvobozeni ještě během soudního líčení.

### Případ pronájmu dálničních odpočívadel na dálnici D47 (2013)
V dubnu 2013 protikorupční policie obvinila bývalého generálního ředitele Ředitelství silnic a dálnic Alfréda Brunclíka a další čtyři lidi, včetně bývalého výkonného ředitele Michala Haly. Brunclík byl obviněn pro trestní čin porušování povinností při správě cizího majetku a pletichy při veřejné soutěži. Škoda měla činit 120 milionů korun. Kauza souvisela s úsekem dálnice D47 na severní Moravě. V říjnu 2013 ale Nejvyšší státní zastupitelství případ stáhlo k došetření.

### Případ pronájmu sídla ŘSD (2013)
V říjnu 2013 policie obvinila bývalého generálního ředitele Ředitelství silnic a dálnic Alfréda Brunclíka kvůli nevýhodné smlouvě na nájem za sídlo společnosti na pražském Kačerově. Brunclík prodloužil smlouvu v roce 2007 s platností do roku 2022. Ředitelství silnic a dálnic tím za budovu začalo platit o 28 milionů korun víc. Brunclík podepsal pouze prodlužující dodatek. Stěhování měl na začátku na starosti vrchní ředitel Michal Hala. V případu byl obviněn i předchozí ředitel ŘSD Petr Laušman. Obvodní soud pro Prahu 4 ale vrátil případ k prošetření. Obvodní státní zastupitelství pro Prahu 4 žalobu předložilo znovu v roce 2015. V ní vinilo již jen Brunclíka za způsobení škody ve výši 245 milionů korun. V roce 2016 Petr Laušman vysoudil od státu odškodnění ve výši 52 tisíc korun.

### Případ pronájmu billboardů (2014)
V říjnu 2014 protikorupční policie navrhla obžalovat bývalého ředitele Alfreda Brunclíka a exšéfa personálně-správního úseku Tomáše Jílka kvůli nevýhodným pronájmům reklamních ploch podél vozovek z roku 2010. Oba byli obviněni z trestného činu porušení povinnosti při správě cizího majetku. V prosinci 2016 Ředitelství silnic a dálnic (ŘSD) požadovalo po svých bývalých manažerech Alfredu Brunclíkovi a Tomáši Jílkovi 250 milionů korun jako náhradu za uzavření údajně nevýhodných smluv za pronájem pozemků pro výstavbu billboardů u silnic. V září 2018 ale Obvodní soud pro Prahu 4 zprostil oba muže obžaloby. Rozsudek ale neobstál před odvolacím senátem. V roce 2021 tedy vynesl Obvodní soud pro Prahu 4 nový nepravomocný rozsudek, ve kterém oba obvinění dostali dvouleté podmínky s odkladem na tři roky. Proti rozsudku se odvolali. Při dalším kole projednávání v roce 2023 Obvodní soud pro Prahu 4 ve středu znovu oba muže zprostil obžaloby. Tentokrát se proti rozsudku odvolal státní zástupce.

### Případ pronájmu odpočívadla na dálnici D1 na Vysočině (2016)
V roce 2016 začal Obvodní soud pro Prahu 4 projednávat případ nevýhodného pronájmu odpočívadla Černá studánka na dálnici D1 na Vysočině. Hlavním obviněným byl bývalý ředitel Ředitelství silnic a dálnic Michal Hala. Podle obžaloby stát připravil o 3,3 milionu Kč. Kromě Haly obžalobě čelili Tomáš Moc, Michal Souček a Radomír Vybíral, což byli zástupci společností, kteří na odpočívadle vlastnili motorest nebo čerpací stanici. Nevýhodnou smlouvu měl Hala podepsat v roce 2010. Obvodní soud pro Prahu 4 v roce 2017 obviněné zprostil viny. Roku 2018 však Městský soud v Praze verdikt zrušil a vrátil případ státnímu zástupci k došetření. Státní zástupce následně případ znovu předložil soudům v roce 2022.

### Ztráta dat 2022
V polovině května 2022 se ŘSD stalo terčem úspěšného ransomwarového útoku, v jehož rámci byly zašifrovány disky některých serverů v infrastruktuře a uložená data znepřístupněna a také došlo k přenosu přesně neurčeného počtu souborů mimo interní síť. Znepřístupněno bylo například veškeré účetnictví. Útočníci požadovali v bitcoinech částku pohybující se v řádu desítek milionů korun. Systémy pro řízení a dohled v tunelových systémech či pro výběr mýta postiženy nebyly. Útok proběhl v úterý 14. či v pátek 17. května 2022 resp. započat 16. května a dokončen zašifrováním dat 17. května mezi 4:00 a 5:00 hod.
Útočníci se k ŘSD dostali přes třetí subjekt, který spravoval síť ŘSD skrze IP adresy a další vstupy. Touto cestu si postupně nastavili správcovská oprávnění ke všem aktivním i záložním serverům ŘSD a následně data několikrát zašifrovali. Útok na servery, aplikace a úložiště byl podle expertů dlouho připravovaný a velmi sofistikovaný. Podle ředitele ŘSD údajně napadl sofistikovaný vyděračský program, který se zatím jinde ve světě neobjevil, a vyřadil z provozu zhruba 1000 serverů ŘSD a všechny aplikace. Šlo o ransomware skupiny Hive, která byla objevena poprvé už v červnu 2021 a podle informací FBI se od listopadu 2022 aktéři ransomwaru Hive pokusili napadnout více než 1300 společností po celém světě a na výkupném získali přibližně 100 milionů dolarů.
Ani po měsíci ŘSD nebylo schopno elektronicky platit faktury, vykupovat pozemky ani řídit přípravu zakázek. Selhalo i dvojí zálohování dat, protože ani zálohy nebyly dostatečně zabezpečeny. Koncem července 2022 ředitel Radek Mátl odhadl náklady na obnovení systémů na 30 milionů Kč, v souvislosti s událostí chystal personální změny ve vedení úseků IT a bezpečnosti a jejich posílení, a vyvození osobní odpovědnosti konkrétních pracovníků. Výkupné se neplatilo. V první fázi organizace obnovila kritické aplikace, jako byly účetní, zakázkové a personální systémy, další systémy pak zhruba do 30 dnů od útoku, začátkem srpna 2022 byl obnoven web Národního dopravního informačního centra Dopravniinfo.cz, na srpen či září 2022 ředitel plánoval plné obnovení činnosti. Ministr dopravy Martin Kupka zmínil zvýšené riziko útoků po invazi Ruska na Ukrajinu, ke které došlo necelé 3 měsíce před kybernetickým útokem. Ministerstvo dopravy v reakci na incident zavedlo bezpečnostní opatření ve všech organizacích, které mu podléhají. Národní úřad pro kybernetickou a informační bezpečnost 20. května 2022 oznámil, že útočníka zná, avšak z taktických důvodů je nezveřejnil.

### Korupční kauza 2023
V květnu 2023 zasahovali detektivové z Národní centrály proti organizovanému zločinu v budovách ŘSD. Důvodem zásahu bylo větší množství podezřelých zakázek z let 2018 až 2020. V případu bylo obviněno 21 lidí a 11 firem. Mezi hlavními podezřelými byl bývalý ředitel provozního úseku ŘSD František Sedláček. Ten byl podezřelý, že dohazoval spřízněným firmám zakázky na údržby a opravy komunikací. Dvě z těchto společností (Ordalium a Poison Pen Projects), jež získaly kontrakty za 132 milionů korun, měly podle zjištění Seznam Zpráv vazbu na jeho partnerku.

### Interní audit 2023
V září 2023 interní audit ŘSD odhalil stovky podvodů při vykazování prací v údržbě silnic od dubna do srpna 2023 zejména ve Středočeském kraji. Výsledky auditu byly zveřejněny poté, co v srpnu 2023 bylo v pražské správě ŘSD kompletně vyměněno vedení. Dvě majetkově propojené společnosti,  Silverton a Značky Morava, podle auditu vykazovaly své práce duplicitními fotkami. Opravy typu čistění kanálů, opravy svodidel, sekání trávy nebo čištění žlabů na různých místech byly dokumentovány shodnými fotografiemi z jednoho místa. Firmy to nebyly schopny nijak vysvětlit. ŘSD s nimi chce ukončit smlouvu a podvody předat k řešení policii. Společnost Značky Morava se pro web Zdopravy.cz vyjádřila, že žádné výtky od ŘSD ohledně Středočeského kraje dosud neobdržela. Současně audit odhalil i nekvalitní práci na některých zakázkách. V reakci na audit ředitel Radek Mátl přislíbil personální posílení systému kontroly a systémová opatření, větší využití digitalizace, kontrolu přes GPS a na místa prováděných prací mají jezdit takzvaní silniční šerifové.

### Korupce v dopravních stavbách Olomouckého kraje (2023)
V roce 2023 ŘSD okrajově figurovalo v olomoucké kauze Autostráda, ve které Robert Knobloch (ODS) a Michal Zácha (ODS) měli ovlivňovat veřejné zakázky na dopravní stavby v kraji, přičemž to mj. vedlo k šizení staveb. Olomoucká správa ŘSD byla rovněž prověřena detektivy z NCOZ, kteří žádali konkrétní dokumenty. Olomoucká správa ŘSD později uvedla, že v roce 2024 bude muset vynaložit přibližně 600 milionů korun na opravy a údržbu dotčených silnic první třídy včetně některých částí dálnic nižší kategorie. Částku postupně zpřesní vysoutěžené tendry. Nákladná bude například oprava dálnice D35 Litovel–Křelov ve směru na Mohelnici na Šumpersku. Nevyloučila ani přestavbu prověřovaných silnic.

### Soudní spor o poskytnutí informací (2024)
V květnu 2024 Nejvyšší správní soud potvrdil, že Ředitelství silnic a dálnic musí ekologické organizaci Děti Země předat informace o stavu schvalování a výstavbě dálnice D8 přes CHKO České středohoří. Organizace žádala informace o stavu kolaudace úseku dálnice D8 mezi Lovosicemi a Řehlovicemi, který prochází CHKO. Ten nebyl podle dřívějšího vyjádření ŘSD z října 2023 zkolaudovaný, ačkoliv se uvedl do provozu již v roce 2016. ŘSD pravidelně odmítalo o stavu řízení informovat a proti dříve úředně nařízenému poskytnutí informací se bránilo soudní cestou.

## Organizační struktura
Útvary podniku jsou číslovány pěticifernými čísly, skládajícími se z dvojčíslí a trojčíslí. Organizační struktura byla zveřejněna pouze částečně.
V čele podniku stojí generální ředitel (10 000).
Přímo pod generálního ředitele organizačně spadají 3 odbory a 1 samostatné oddělení:
- 10 100 Odbor strategie
- 10 200 Odbor interního auditu a kontroly
- 10 300 Samostatné oddělení komunikace
- 10 400 Odbor bezpečnosti

Dále pod generálního ředitele spadá 8 úseků:
- 11 000 Úsek výstavby
- 12 000 Úsek provozní
- 13 000 Úsek ekonomický
- 15 000 Úsek provozovatele elektronického mýta
- 16 000 Úsek telematiky
- 17 000 Úsek informatiky
- 18 000 Úsek kontroly kvality staveb
- 19 000 Úsek správní

Dalšími organizačními útvary, spadajícími přímo pod generálního ředitele, jsou dva závody:
- 21 000 Závod Praha
- 22 000 Závod Brno

Dále pod generálního ředitele spadají správy, jedna pro dálnice a další pro silnice podle krajů (s výjimkou Prahy a Jihomoravského kraje):
- 30 000 Správa dálnic (pod ni spadají střediska správy a údržby dálnice a středisko mostních provizorií)
- 31 000 Správa Praha
- 32 000 Správa České Budějovice
- 33 000 Správa Plzeň
- 34 000 Správa Karlovy Vary
- 35 000 Správa Chomutov
- 36 000 Správa Liberec
- 37 000 Správa Hradec Králové
- 38 000 Správa Pardubice
- 39 000 Správa Jihlava
- 52 000 Správa Olomouc
- 53 000 Správa Zlín
- 54 000 Správa Ostrava

## Vedení

### Ředitelé Ředitelství dálnic Praha
| Č. | Jméno           | Od                | Do                 |
| -- | --------------- | ----------------- | ------------------ |
| 1. | Josef Moc       | 1. července 1967  | 31. prosince 1970  |
| 2. | Josef Kopecký   | 1. ledna 1971     | 19. dubna 1975     |
| 3. | Milan Černý     | 16. června 1975   | 16. července 1978  |
| 4. | Zdeněk Šikula   | 1. listopadu 1978 | 30. listopadu 1990 |
| 5. | Jaroslav Čipera | 15. prosince 1990 | 31. prosince 1996  |

### Generální ředitelé ŘSD ČR / ŘSD
| Č.  | Jméno           | Od                | Do                | Poznámka                                                                    |
| --- | --------------- | ----------------- | ----------------- | --------------------------------------------------------------------------- |
| 1.  | Jaroslav Čipera | 1. ledna 1997     | 31. prosince 2000 |                                                                             |
| –   | Petr Laušman    | 1. ledna 2001     | 31. března 2001   | pověřen řízením                                                             |
| 2.  | Pavel Havíř     | 2. dubna 2001     | 31. října 2002    |                                                                             |
| 3.  | Petr Laušman    | 1. listopadu 2002 | 15. ledna 2007    |                                                                             |
| –   | Michal Hala     | 16. ledna 2007    | 4. března 2007    | pověřen řízením                                                             |
| 4.  | Alfred Brunclík | 5. března 2007    | 24. srpna 2010    |                                                                             |
| 5.  | Jiří Švorc      | 24. srpna 2010    | 5. září 2011      |                                                                             |
| –   | René Poruba     | 6. září 2011      | 11. května 2012   | pověřen řízením                                                             |
| 6.  | David Čermák    | 11. května 2012   | 1. října 2013     |                                                                             |
| 7.  | Pavel Kočica    | 2. října 2013     | 11. února 2014    |                                                                             |
| –   | Jiří Mayer      | 13. února 2014    | 1. dubna 2014     | pověřen řízením                                                             |
| 8.  | Jan Kubiš       | 2. dubna 2014     | 1. srpna 2014     |                                                                             |
| –   | Soňa Křítková   | 1. srpna 2014     | 9. prosince 2014  | pověřena řízením                                                            |
| 9.  | Jan Kroupa      | 10. prosince 2014 | 3. května 2019    |                                                                             |
| 10. | Pavol Kováčik   | 3. května 2019    | 26. července 2019 |                                                                             |
| –   | Radek Mátl      | 28. července 2019 | 30. září 2019     | pověřen řízením                                                             |
| 11. | Radek Mátl      | 1. října 2019     | dosud             | ze zákona se k 1. lednu 2024 stal generálním ředitelem státního podniku ŘSD |